# Egyenáram mérése
Az egyenáram méréséhez többféle kivitelű műszer használható. Erre a célra megfelel a lengőtekercses (Deprez) , lágyvasas, ikerfémes műszer, illetve digitális multiméter. A villamos áramerősséget mindig sorba kapcsolva mérjük. (A mérendő objektumra menő egyik vezetéket megszakítjuk, és ide csatlakoztatjuk a műszert.)
Nagyobb áramok mérésére a lágyvasas műszer 100 A-ig közvetlenül alkalmazható, az ikerfémes műszert gyakorlatilag erre nem használjuk, a Deprez-műszer méréshatára pedig kiterjeszthető.
A műszereken mindig feltüntetik, hogy mekkora áramerősséget képes mérni, ennek túllépése esetén a műszer meghibásodhat, szikra vagy tűz keletkezhet.